# Jaguar Pirana
La Jaguar Pirana, chiamata anche Bertone Pirana, è una concept car prodotta dalla casa automobilistica britannica Jaguar insieme alla carrozzeria italiana Bertone nel 1967.

## Descrizione
Creata dalla matita di Gandini e realizzata dalla Bertone per il Motor Show di Londra del 1967, era basata sul telaio e sulla meccanica della Jaguar E-Type da 4,2 litri, con carrozzeria e monoscocca in acciaio.
La Pirana fu commissionata dal Daily Telegraph, uno dei principali quotidiani britannici, come esempio di "macchina ideale". Sir William Lyons venne contattato per partecipare al progetto e fornì alla Bertone il motore e il telaio di una E-Type. Dopo essere stata esposta al Salone di Londra, la Pirana è stato successivamente esposto al New York City Car Show e poi al Motor Show di Montreal. L'auto successivamente venne modifica, con l'adozione di altri due posti supplementari al posteriore e la trasmissione venne sostituita dall'originale manuale ad una automatica.
La Pirana, insieme alla Lamborghini Marzal, ha influenzato lo stile della Lamborghini Espada, che fu introdotto nel 1968, un anno dopo la Pirana.